# Джино Дуччі
Джино Дуччі (італ. Gino Ducci, 18 вересня 1872, Флоренція - 5 січня 1962, Рим) - італійський адмірал та політик. Начальник генерального штабу ВМС Італії протягом 1923-1925 та 1931-1934 років.

## Біографія
Джино Дуччі народився 18 вересня 1872 року у Флоренції. У 1886 році вступив до Військово-морської академії в Ліворно, яку закінчив у 1891 році у званні гардемарина. Ніс службу на борту крейсерів «Догалі», потім «Ельба», які діяли в Червоному морі. У 1893 році отримав звання лейтенанта.
У 1896 році був призначений ад'ютантом адмірала Луїджі Амедео і протягом 1902-1905 років на борту крейсера «Лігурія» здійснив навколосвітній похід.
Незабаром після вступу Італії у Першу світову війну отримав звання капітана III рангу і був переведений на службу до генерального штабу флоту. У 1917 році отримав звання капітана I рангу і був призначений командиром крейсера «Марсала», на борту якого брав участь у битві в протоці Отранто у травні 1917 року.
Після закінчення війни протягом  1920-1921 років командував лінкором «Конте ді Кавур». Потім був начальником штабу Військово-морського департаменту в Неаполі. 
У 1923 році отримав звання контрадмірала, протягом 1923-1925 був начальником генерального штабу ВМС Італії. Потім протягом 1925-1927 років командував ескадрою підводних човнів.
У 1926 році отримав звання дивізійного адмірала, у 1928 році - ескадреного адмірала. Протягом 1927-1928 років керував Військово-морською академією в Ліворно, протягом 1928-1930 років був командувачем Військово-морського департаменту в Тірренському морі.
У 1930-1931 роках командував 2-ю морською ескадрою.
З 16 серпня 1931 року по 31 травня 1934 року знову був начальником генерального штабу ВМС Італії. У 1933 році був призначений пожиттєвим сенатором. У 1935 році вийшов у відставку у зв'язку із досягненням граничного віку служби і був призначений Державним міністром (італ. Ministro di Stato). У 1940 році отримав звання адмірала флоту.
У 1944 році знову був призваний на службу і був призначений президентом спеціальної слідчої комісії, що розслідувала діяльність персоналу флоту в період фашизму.
Помер 6 січня 1962 року у Римі.
Джино Дуччі цікавився морською історією, а також сам був автором численних статей та книг з морської і загальної історії та політики.

## Нагороди
- Кавалер Ордена Корони Італії
- Офіцер Ордена Корони Італії
- Командор Ордена Корони Італії
- Великий офіцер Ордена Корони Італії
- Кавалер великого хреста Ордена Корони Італії
- Кавалер Ордена Святих Маврикія та Лазаря
- Офіцер Ордена Святих Маврикія та Лазаря
- Командор Ордена Святих Маврикія та Лазаря
- Великий офіцер Ордена Святих Маврикія та Лазаря
- Кавалер Великого хреста Ордена Святих Маврикія та Лазаря
- Хрест «За військові заслуги»
- Кавалер Савойського військового ордена
- Пам'ятна медаль Італо-австрійської війни 1915—1918
- Медаль Перемоги
- Медаль «В пам'ять об'єднання Італії»
- Пам'ятна медаль за кампанії в Африці
- Маврикіанська медаль заслуг за 10 п'ятиліть бездоганної військової кар'єри
- Почесна медаль за довголітнє судноводіння
- Золотий хрест за вислугу років